# Heather O'Reilly
Heather Ann O'Reilly (New Brunswick, 2 de janeiro de 1985), é uma futebolista norte-americana que atua como atacante.  Atualmente, joga pelo Sky Blue FC.